# Julio Montero Castillo
Julio César Montero Castillo (Montevidéu, 25 de abril de 1944) é um ex-futebolista uruguaio que atuava como meia.

## Carreira

### Clubes
Castillo jogou por mais tempo no Nacional entre 1966 e 1973 e entre 1976 e 1978. Militou também por Liverpool, Independiente, Granada, Tenerife e Defensor.
Ele foi campeão da América e do mundo com o Nacional do Uruguai em 1971. Jogador de tradição, ele jogou em toda sua carreira, 68 partidas na Copa Libertadores da América.[carece de fontes?]
Seu filho também é um ex-jogador de futebol e bem-sucedido, Paolo Montero.

### Seleção
Ele jogou pela Seleção Uruguaia de 1967 até 1978, jogando um total de 43 jogos e marcando 1 gol.[carece de fontes?] Ele participou da Copa do Mundo de 1970 e da Copa do Mundo de 1974. 

## Títulos
Nacional
- Primera División de Uruguay: 1966, 1969, 1970, 1971, 1972 e 1977.
- Copa Libertadores da América: 1971
- Copa Intercontinental: 1971
- Copa Interamericana: 1972

Seleção Uruguaia
- Campeonato Sul-Americano de Futebol de 1967